# 정동진 밀레니엄 모래시계
정동진 밀레니엄 모래시계는 강원특별자치도 강릉시 강동면 정동진 모래시계공원 내에 있는 세계에서 가장 큰 모래시계이다. 새로운 천년을 맞이하여 1999년 12월에 완공되어 2000년 1월부터 가동되었다.

## 개요
이 시계는 모래가 다 떨어지려면 1년이 걸린다.  1월 1일에 회전하여 12월 31일까지 계속 반복한다. 형태는 일반 모래시계와 달리 둥글며, 레일위에 놓여있다. 둥근 모양은 시간의 무한성과 동해에서 떠오르는 태양을 상징하고, 레일은 영원한 시간의 흐름을 의미한다. 또한 모래시계의 유리면에는 우리의 전통적 시간 단위인 [[12간지][가 새겨져 있다.
1995년 SBS 드라마 《모래시계》가 방영되었고 이 드라마가 높은 시청률을 기록하며 인기를 얻자 드라마의 촬영지인 정동진도 유명해졌다. 이에 강릉시는 '새천년 밀레니엄'을 위해 모래시계공원을 추진하였다. 삼성전자의 도움으로 1999년 12월 15일에 준공되었다.
시공사 삼성전자와의 계약 만료와 막대한 운영비 때문에 2011년 1월 6일에 가동이 중단되었다가 2011년 10월 20일에 재가동되었다.